# 滨海科技馆
滨海科技馆，位于天津市滨海新区旭升路347号滨海文化中心内，2019年10月1日开始试运营，2020年1月1日正式对外开放。滨海科技馆是滨海文化中心建筑群的组成部分，科技馆部分建筑面积约2.6万平方米，布展面积约1.7万平方米，建筑造型以后工业风格，展现滨海新区近代工业的历史。滨海科技馆以“智能”和“生命”为特色主题，常设展区16个，各类展项400余件。
2019年9月28日，滨海新区2019年全国科普日主场活动和滨海科技馆开馆仪式在滨海科技馆举行。